# Pseudocuvillierina
Pseudocuvillierina es un género de foraminífero bentónico de la familia Pellatispiridae, de la superfamilia Nummulitoidea, del suborden Rotaliina y del orden Rotaliida. Su especie tipo es Cuvillierina sireli. Su rango cronoestratigráfico abarcaba desde el Selandiense (Paleoceno medio) hasta el Thanetiense (Paleoceno superior).

## Discusión
Algunas clasificaciones incluyen Pseudocuvillierina en la familia Miscellaneidae. Pseudocuvillierina fue propuesto como un subgénero de Cuvillierina, es decir, Cuvillierina (Pseudocuvillierina).

## Clasificación
Pseudocuvillierina incluye a la siguiente especie:
- Pseudocuvillierina sireli †